# South Etolin Wilderness
De South Etolin Wilderness is een wildernisgebied in het Tongass National Forest in de Alexanderarchipel in de Alaska Panhandle in het zuidoosten van Alaska in de Verenigde Staten.

## Geografie
Het gebied heeft een oppervlakte van 334,58 vierkante kilometer. Het omvat een groot deel van het zuidoosten van Etolin Island evenals enkele kleinere eilanden voor de kust.

## Geschiedenis
In 1990 werd het gebied aangewezen door de Tongass Timber Reform Act.

## Ecosysteem
De wildernis beschermt klassieke gematigde regenwoudecosystemen in Zuidoost-Alaska, die zich uitstrekken van de dichtbeboste kust tot de door gletsjers uitgehouwen top van de 1134 meter hoge Mount Etolin. Een geïntroduceerde populatie Roosevelt-wapiti's biedt een unieke jachtmogelijkheid, zowel voor sport- als voor levensonderhoud.